# Asota lineata
Asota lineata là một loài bướm đêm trong họ Erebidae.